# Friedhof für die Opfer des Totalitarismus in Charkiw

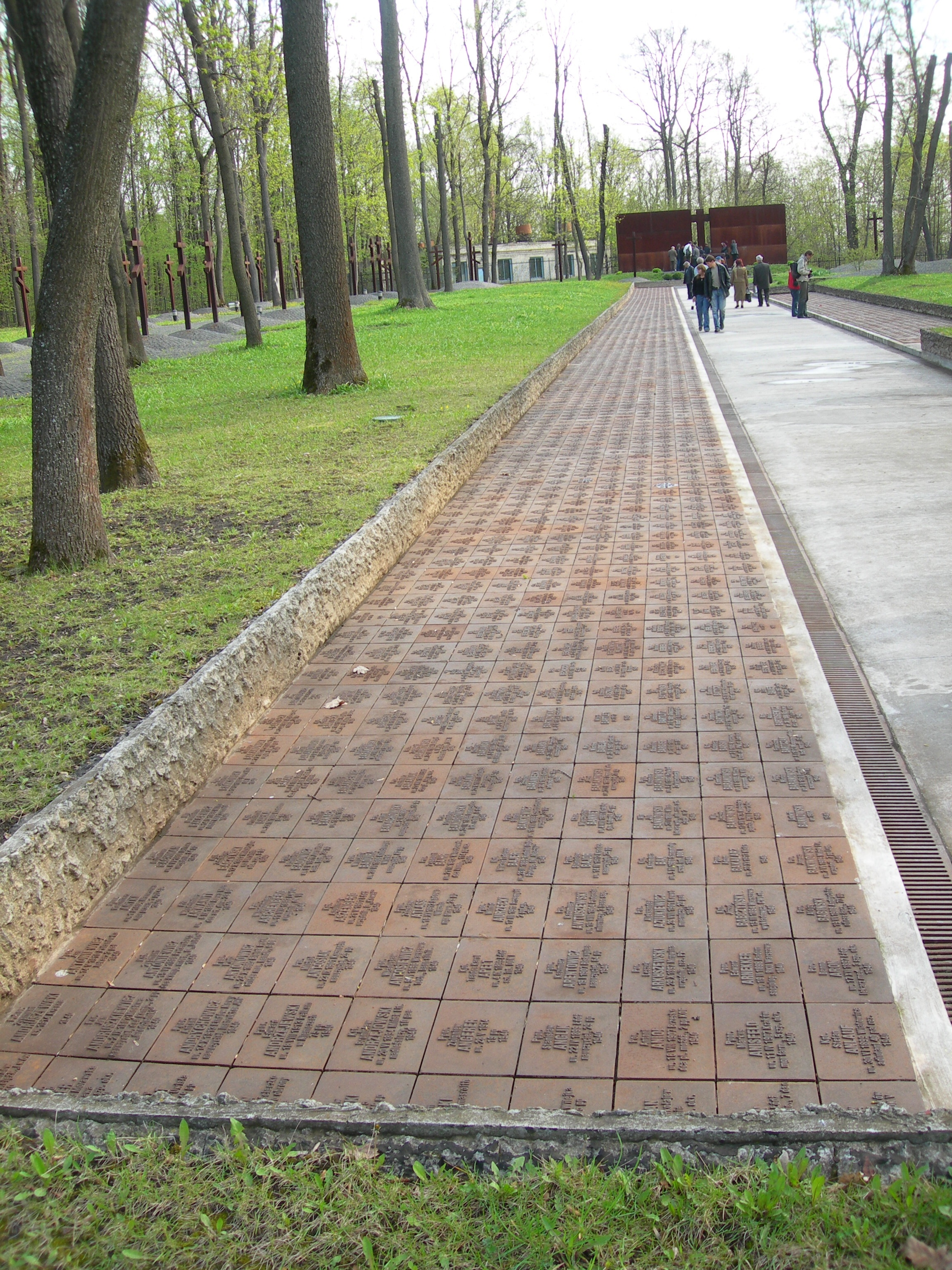
Epitaphtafel polnischer Offiziere, Opfer des Massenmordes von Katyn, in dem fast 22 Tausend Polen auf Befehl Stalins erschossen worden sind

49 polnische Erkennungsmarken von Opfern des Massenmordes von Katyn, in den Massengräbern in Charkiw gefunden

Der Friedhof für die Opfer des Totalitarismus in Charkiw wurde in den Jahren 1999 bis 2000 errichtet. Architekt war Zdzisław Pidek. 
Auf ihm ruhen neben einheimischen Opfern der stalinschen Säuberungen die sterblichen Überreste der kriegsgefangenen polnischen Offiziere und Fähnriche aus dem Sonderlager Starobelsk, die im Frühjahr 1940 in Charkow von der Geheimpolizei NKWD ermordet worden sind.